# Republica Socialistă Muncitorească Finlandeză

Arealul controlat Republica Socialistă Muncitorească Finlandeză, marcat în oranj

Republica Socialistă Muncitorească Finlandeză a fost un stat socialist efemer creat ca urmare a izbucnirii în Finlanda a revoluției socialiste pe 18 ianuarie 1918. Proclamarea acestui stat a fost urmare a victoriei revoluției bolșevice din Rusia. Revoluția finlandeză a fost condusă de facțiunea de stânga a Partidului Social Democrat din Finlanda în frunte cu Otto Ville Kuusinen. A fost format un guvern (Consiliu al Reprezentanților Poporului) care a luat inițiativa începerii negocierilor pentru semnarea unui tratat de prietenie cu Rusia bolșevică. Tratatul a fost semnat pe 1 martie 1918 la Petrograd. Republica Socialistă Muncitorească Finlandeză a existat practic numai în partea de sud a țării și a încetat să existe în aprilie 1918, când armata sa, Gărzile Roșii, a fost învinsă în războiul cuvil de Gărzile Albe sprijinite de Imperiul German. 
Programul politic ala republicii socialiste și proiectul de constituție, scrise de Kuusinen, erau puternic influențate de ideile social democrate, de ideile liberale ale Declarația de Independență a Statelor Unite și de sistemul cantonal elvețian. Principala sarcină era reforma socială, iar calea de acțiune acceptată era democrația parlamentară bazată pe principiile suveranității poporului și a autodeterminării naționale. Abordările bolșevice ale problemelor social-politice precum dictatura proletariatului și naționalizarea pe scară largă, nu se regăseau în programul socialiștilor finlandezi. Din acest motiv, rebeliunea de stânga din Finlanda a diferit de Revoluția din Octombrie și de alte revolte apărute pe continentul european după încheierea primului război mondial, așa cum au fost Republica Sovietică Ungaria a lui Béla Kun, Spartachiștii din Berlin, sau Republica Sovietică a Bavariei din sudul Germaniei. Republica Socialistă Finlandeză a fost dependentă în cea mai mare măsură de ajutorul Rusiei bolșevice și, poate, dacă ar fi supraviețuit, ar fi urmat o cale de dezvoltare mai radicală, datorită vecinătății și influenței vecinului comunist, a probolșevicilor din rândurile social-democraților finlandezi , (inclusiv ale lui Kuusinen), a sindicatelor și a Gărzilor Roșii. La scurtă vreme după învingerea republicii în războiul civil, în timpul căruia cei mai mulți lideri social-democrați au fost uciși, partidul s-a divizat, facțiunea comunistă refugiindu-se în frunte cu Kuusinen în Rusia, unde a înființat Partidul Comunist Finlandez în exil. 